# 小行星3662
小行星3662（3662 Dezhnev）是一颗绕太阳运转的小行星，为主小行星带小行星。该小行星于1980年9月8日发现。

## 轨道参数
小行星3662的轨道半长轴为2.6529090 UA，离心率为0.172。